# Isla de la Culatra
Isla de la Culatra (en portugués: Ilha da Culatra) es una isla portuguesa situada en Ría Formosa, Algarve, en frente de Olhão, aunque administrativamente pertenece al municipio de Faro. Forma parte del conjunto de islas de la barrera que rodea la ría Formosa. Consta de tres núcleos poblacionales: Culatra, en su mayoría habitada por pescadores, aunque también por algunos turistas en el verano, hangares, y Farol (el Faro), ocupados principalmente por los turistas en verano. La isla tiene una costa de algunas millas de la playa, siendo la zona más concurrida la de Culatra.
En 1918, durante la Primera Guerra Mundial comenzó a ser construido en la isla un centro dedicado a la Aviación Naval antisubmarina. Aunque parcialmente construido y utilizado, con el fin de la guerra el centro nunca fue oficialmente activado, siendo sus instalaciones utilizados como infraestructura de apoyo para un campo de tiro de la Marina instalado allí.